# God Bless the Red Krayola and All Who Sail with It
| Recensione              | Giudizio          |
| ----------------------- | ----------------- |
| AllMusic                |                   |
| Sputnikmusic            | 3.6 (Great)       |
| Piero Scaruffi          | [ 3 ]             |
| Ondarock                | Disco consigliato |
| Dizionario del Pop-Rock | [ 5 ]             |
| 24.000 dischi           | [ 6 ]             |

God Bless the Red Krayola and All Who Sail with It è il secondo album discografico del gruppo di rock psichedelico e sperimentale dei The Red Krayola, pubblicato dall'etichetta International Artists nel maggio del 1968.
Dopo il successo del precedente album (The Parable of Arable Land), il gruppo, che nel frattempo ha sostituito il batterista Rick Bartheleme con Tommy Smith e cambiato nome alla band (o meglio, sostituito la C di Crayola con la K) a causa di noie legali con un marchio industriale con lo stesso nome, realizza God Bless the Red Krayola and All Who Sail with It, un lavoro con venti tracce, molte delle quali di breve durata ed essenzialmente sperimentali.

## Tracce

### LP
Lato A
Testi e musiche di The Red Krayola.
1. Say Hello to Jamie Jones – 2:30
2. Music – 1:00
3. The Shirt – 2:30
4. Listen to This – 0:04
5. Save the House – 1:24
6. Victory Garden – 1:48
7. Coconut Hotel – 1:22
8. Sheriff Jack – 2:12
9. Free Piece – 2:18
10. Ravi Shankar: Parachutist – 2:09
11. Piece for Piano and Electric Bass Guitar – 0:45
12. Dairymaid's Lament – 2:30

Lato B
Testi e musiche di The Red Krayola.
1. Big – 1:37
2. Leejol – 2:40
3. Sherlock Holmes – 2:55
4. Dirth of Tilth – 1:26
5. Tina's Gone to Have a Baby – 1:49
6. The Jewels of the Madonna – 1:29
7. Green of My Pants – 3:00
8. Night Song – 1:52

## Formazione
- Mayo Thompson - chitarra, piano, voce
- Steve Cunningham - basso
- Tommy Smith - batteria

Ospiti
- Holly Pritchett - voce (brano: Big)
- Mary Sue, Dotty, Pat, Barbara, Elaine, Carolyn e Candy - cori

Note aggiuntive
- Mayo Thompson e The Red Krayola - produttori
- Registrazioni effettuate al International Artists Studios, Inc. di Houston, Texas, Stati Uniti
- Jim Duff - ingegnere delle registrazioni
- Dick Wray - foto copertina album originale (Mayo Thompson e Steve Cunningham)
- Guy Clark - foto copertina album originale (Tommy Smith)
- The Red Krayola - design copertina album originale [7]